# Субьяко
Субья́ко (итал. Subiaco) — коммуна и город в итальянском регионе Лацио в 73 км к востоку от Рима. Расположен на реке Аньене. Коммуна известна как место рождения бенедиктинского ордена, первого монашеского ордена католической церкви.

## История
Город расположен на высоте 410 метров над уровнем моря. Латинское название Sublaqueum, «Подозёрный», указывает на его расположение ниже трёх искусственных озёр, которые устроил посредством возведения 50-метровой дамбы император Нерон, проводивший много времени на близлежащей вилле. По некоторым оценкам, дамба в Субиако была самой высокой в античном и средневековом мире. Её и все три озера уничтожило наводнение 1305 года.
В отдалённый грот над озёрами в 494 году уединился св. Бенедикт Нурсийский. Он основал в округе 12 монастырей, прежде чем отбыть в Монте-Кассино. Церковь, освящённая в 981 году во имя его сестры Схоластики, приобрела готический облик после землетрясения 1228 года.  О подвижнической деятельности Бенедикта напоминают аббатство его имени с фресками IX века в т. н. гроте пастухов и  Сакро-Спеко с гротом святого, который в XIII и XIV веках был украшен фресками сиенской школы.

Начиная с XI столетия аббатство Субиако стало расти, богатеть, пользоваться славой, не столько, впрочем, подобавшей ему мирной, сколько военной. Настоятели монастыря мало чем отличались от окрестных феодальных баронов, а их монахи были настоящими рыцарями, часто выезжавшими в поход на конях в сопровождении большого числа вооруженных слуг. Постепенно монастырь завладел всей окружающей его областью, и он приобрел гораздо больше городов силой оружия, чем одной грамотой
папских дарений. — Павел Муратов. «Образы Италии»
Вячеслав Иванов воспел сумрачную красоту Сакро-Спеко в сонете 1892 года. 
Над Субиако живописно вздымается крепость-аббатство, строительство котой началось в 1073 году и продолжилось в XVI—XVII веках. 
Многие городские достопримечательности построены по воле папы Пия VI, который настоятельствовал в этом аббатстве. Через реку Аньене в 1358 году был перекинут мост св. Франциска с 37-метровым пролётом.
Субиако — место рождения итальянского книгопечатания. Именно здесь в 1464 году обосновались немецкие монахи-первопечатники Арнольд Паннарц и Конрад Свейнхейм.

## Общие сведения
Население на 2004 год составляло 9255 человек. Плотность населения составляла 142 чел./км². Занимает площадь 63 км². 
Почтовый индекс — 028. Телефонный код — 0774.
Покровителем населённого пункта считается Святой Бенедикт. Праздник ежегодно празднуется 21 марта.
В декабре 2024 года город назван книжной столицей Италии на 2025 год. Городу будет предоставлено 500 000 евро на развитие чтения. Финансирование также будет потрачено на восстановление местных библиотек.

## Известные жители и уроженцы
- Лукреция Борджа (1480—1519)
- Диего Одди (1839—1919) — католический святой.
- Джина Лоллобриджида (1927—2023) — актриса.